# Un tram che si chiama Desiderio (film 1995)
Un tram che si chiama Desiderio (A Streetcar Named Desire) è un film per la televisione del 1995, diretto da Glenn Jordan, basato sull'omonima opera teatrale del 1947 di Tennessee Williams. Il film è un adattamento del revival di Broadway del 1992, che già aveva Jessica Lange ed Alec Baldwin nei ruoli dei due protagonisti. Per la sua interpretazione nel ruolo di Blanche DuBois, Jessica Lange vinse il  Golden Globe per la miglior attrice in una mini-serie o film per la televisione. Questo film è il remake del film uscito nel 1951 avente il medesimo titolo, con protagonista Vivien Leigh nei panni di Blanche DuBois.

## Trama
Dopo aver perso per debiti la casa di famiglia, Blance DuBois si trasferisce a New Orleans dalla sorella Stella, ma i contrasti con il cognato, Stanley, si fanno sentire da subito e degenereranno fino allo stupro della donna, che la lascia in uno stato di completo crollo psicotico.